# Guillermo Martínez Vílchez
Guillermo Martínez Vílchez, (20 de enero de 1982)  es un abogado, columnista, reseñista, escritor y profesor universitario que se desempeñó como alcalde del municipio Simón Bolívar en el estado Anzoátegui, de la República Bolivariana de Venezuela, en el período constitucional comprendido entre diciembre del 2013 y 2017.

## Vida
Nació el 20 de enero de 1982, en Barcelona, en el seno de una familia de clase media con sólidas bases morales. Es el mayor de tres hermanos, criados dentro del matrimonio de Ismael Martínez e Isabel Vílchez. Y desde el 2009 está casado con Yamila Gil de Martínez, con quien tiene dos hijos, Isabella y Guillermo Ernesto.

## Estudios
Inició sus estudios en el colegio Salesiano Pío XII, en donde adquirió sus primeras bases académicas y espirituales, siendo el lugar en el que le fueron inculcados los valores de hermandad, disciplina, trabajo en equipo y devoción. Por lo demás, durante toda su niñez y adolescencia representó al estado Anzoátegui en diversas disciplinas, encontrándose entre las más destacadas el fútbol, básquet, baseball y natación. Obtuvo su título de Bachiller en 1999 en el Colegio Nuestra señora de Lourdes II. 
El proceso constituyentista del año 1999 vivido en Venezuela, despertó en Martínez su interés por los estudios del Derecho, al punto de dar un gran viraje en su formación académica, iniciada en la Universidad de Oriente en el campo de la ingeniería. 
Su interés en el Derecho como instrumento de cambio para la nueva Venezuela que se asomaba con la llegada de Hugo Chávez al poder, creció hasta alcanzar el título de abogado en la Universidad Gran Mariscal de Ayacucho en el año 2005; licencia que obtiene durante años de formación y trabajo, en un esfuerzo combinado. De ahí que, a modo de anécdota, refiera que junto a un par de compañeros de aula incursionara en la venta de comida ambulante, en el popular sector de Tronconal III, cerca de la Iglesia Espíritu Santo, en Barcelona, al tiempo en que revisaba expedientes de casos llevados en bufetes de la zona, donde adquirió mayor experiencia profesional.

## Vida laboral
El 21 de octubre de 2004 ingresa como pasante en Petróleos de Venezuela (PDVSA) e inmediatamente ocupa el cargo de asistente legal. A comienzos del 2005, es ascendido como Coordinador Jurídico del Complejo Industrial Gran Mariscal de Ayacucho (CIGMA); labor que desempeñó en el estado Sucre. Meses después es transferido a la Coordinación del Área Corporativa de la Superintendencia de Legales en Pdvsa, San Tomé, estado Anzoátegui.
Martínez vivió desde sus inicios el importante proceso de nacionalización de la industria petrolera emprendido por el presidente Hugo Chávez Frías, quien decreta la desaparición de las asociaciones estratégicas existentes con trasnacionales poderosas que ostentaban contratos descomedidos en las zonas de explotación de la Faja del Orinoco y en el Complejo Petrolero y Petroquímico Industrial José Antonio Anzoátegui, para dar paso a un verdadero proceso de revalorización de las reservas energéticas.
Asume en mayo del 2007 el cargo de Coordinador Jurídico, para la conformación de las Empresas Mixtas en la llamada área Costa Afuera de la industria petrolera, labor que lo llevó un año después a destacarse como Gerente de Asuntos Legales. En ese instante, con apenas 26 años de edad, Guillermo Martínez pasó a convertirse en el líder gerencial más joven en toda la historia de la industria petrolera venezolana.
También se destacó como Gerente de Relaciones Gubernamentales de las empresas PetroSucre, Empresas Paria y Empresas Güiria. Al mismo tiempo, ocupó el cargo de Secretario de la Junta Directiva y la Asamblea de Accionistas de este conglomerado de instituciones. Asimismo, estuvo presente en el proceso de estructuración del decreto 5.200, no sólo en el ámbito legal sino también en su correcta ejecución en Anzoátegui.

## Vida política
Martínez inició su trayectoria política en el Movimiento V República (MVR), como líder estudiantil. Entre las actividades que lideró en sus comienzos se registra su participación como coordinador de logística del Festival Mundial de la Juventud y los Estudiantes en el 2004-2005, en donde estuvo encargado de recibir a un conjunto de delegaciones de numerosos países. Posterior, ingresó en las filas del Partido Socialista Unido de Venezuela (PSUV).
En el 2008, es nombrado director de finanzas del PSUV Anzoátegui. Participó activamente en el proceso de estructuración de las Unidades de Batalla, donde rindió cuentas públicas los 30 de diciembre de cada año, dando así evidentes muestras de transparencia. Es uno de los cuadros de la revolución en Anzoátegui con mayor tiempo de servicio en la dirección estadal del partido.
El 12 de diciembre de 2012 fue nombrado secretario general de gobierno del estado Anzoátegui, siendo uno de los más jóvenes en asumir el segundo cargo más importante del Ejecutivo en el estado; un cargo que ocupa en la gestión del entonces gobernador Aristóbulo Istúriz.

## Alcalde
Martínez fue elegido en diciembre de 2013 como alcalde del municipio Simón Bolívar de Anzoátegui, en Venezuela, para el período constitucional 2014-2017, al haber obtenido el 52,56% de los votos, frente al candidato opositor Carlos Michelangeli, quien obtuvo el 44,78% en la contienda.
Durante su período de Gobierno fue designado en enero de 2016 como miembro de la Junta del Consejo Nacional de Economía Productiva, por el presidente Nicolás Maduro. Asimismo, en el ejercicio de su administración fue nombrado Presidente de la Sociedad de Alcaldes del estado en 2014. 
En términos generales, la filosofía de gestión de Martínez se rigió por la aplicación de tres principios, a saber: Primero, el Gobierno en la calle al servicio de los ciudadanos, priorizando a los más humildes; segundo, la garantía de la eficiencia, que debía guiar en la atención de cada problema y, en tercer lugar, se mantenía la constante búsqueda de articulación de las políticas, para ser más efectivos en el municipio.
En su Gobierno se destacó por el desarrollo y fortalecimiento del Modelo de Ciudad y de la Democracia Participativa y Protagónica. En sus cuatro años de administración se superaron los 8 mil millones de bolívares, ejecutados en obras, servicios y actividades productivas para beneficio de la ciudadanía,   siendo el primer municipio del país que comunalizó su presupuesto. 
El Gobierno municipal, fiel creyente de la gente, hizo posible que se pasara de 1 comuna a 39, de 202 concejos comunales a 528, en 4 años. Tan sólo para el año 2017 se contabilizaron 6300 millones transferidos de forma directa al Poder Popular, a través de las Comunas; lo que representó el 41.3 % de todo el presupuesto de inversión del municipio.
Por su parte, en el marco del plan de intervención del centro histórico (CH), durante la gestión del Gobierno de Martínez se recuperaron la Catedral de Barcelona, la Casa Amarilla, el Museo Anzoátegui, la Climatización del Ateneo Miguel Otero Silva, el Callejón San Carlos, el Puente Bolívar, la Plaza San Felipe, la Plaza Rolando, la Iglesia Nuestra Señora de Lourdes; al tiempo en que también se construyó el Bulevard Bolívar-Chávez, y se intervino en la recuperación del Teatro Cajigal, siendo este último uno de los mayores emblemas de la cultura, identidad y del patrimonio del municipio. Los trabajos que se realizaron para poder abrir esta joya colonial consistieron en la rehabilitación del sistema eléctrico e hídrico, la restauración del escenario y la recuperación de los baños. 
Del mismo modo, en su Gobierno se promovió la reorganización de la movilidad peatonal y vehicular en el municipio. Conviene subrayar que durante su Gobierno Barcelona se posicionó como la segunda ciudad, después de Caracas, con mayor inversión en obras y soluciones de vialidad y movilidad para ese momento. En tres años de gestión se ejecutaron obras como los distribuidores de la Av. Aeropuerto, Av. Cajigal, Molorca; redoma Los Pájaros; Av. Jorge Rodríguez con calle Guayaquil y El Samán; las interconexiones de Puentecito y Av. Río; la ampliación de Perrokeros, La Costanera, Av. Fuerzas Armadas; la redistribución vial frente a Cárcel Vieja; el cruce anticipado de Puente Monagas; la construcción de las avenidas Costanera, Av. José Antonio Anzoátegui, Av. Eulalia Buroz, Av. Neverí y el cambio direccional de la calle Sucre, entre otras; todos integrando un complejo sistema de descongestionamiento vehicular aplicado a la ciudad y que formó parte de las mejoras que significaron el salto adelante en la movilidad de Barcelona.
En esta línea, una parte fundamental de la agenda económica durante la gestión de Martínez se concentró en la promoción de la producción de la tierra, de la mano con la organización de los consejos comunales y los productores, para la satisfacción de las necesidades de los ciudadanos. Justamente, para finales de 2017 se contabilizaban un total de 5.000 hectáreas sembradas en el municipio Simón Bolívar, en el marco de una estrategia que buscaba romper con el esquema de dependencia y fortalecer las potencialidades productivas de la zona.  
En este marco, la democratización de la tierra fue otro de los pilares fundamentales que caracterizó su administración. En su gestión se superó la meta de la entrega de 20.132 títulos a familias, que rápidamente se convirtieron en propietarias del lugar donde habían desarrollado sus vidas y emprendimientos. 
En otro orden de ideas, en su Gobierno también se cuenta como otro de sus logros que desde la población de Caicara se haya devuelto la cara al mar a toda Barcelona. Se trató de la incorporación de 16 kilómetros de costa con un gran potencial turístico, con la ejecución de 1500 m² de un bulevar de madera con espacios gastronómicos y recreacionales, en la Playa Caicara; la única bahía apta para bañistas declarada por @Mineaoficial de esta capital anzoatiguense.
Además, en su administración, con el objetivo de poder asegurar el bienestar y desarrollo al municipio se entregó una planta desalinizadora con dos contenedores de 40 pies, con cabida de 25 mil litros y capacidad de bombear diariamente hasta 375 mil litros de agua apta para el consumo humano. 
Durante el período de Gobierno municipal fue creado el Instituto de Emprendimiento y Economía Productiva (IEEP). Un total de 10 mil 4 proyectos de financiamiento individuales, familiares y comunales, fueron impulsados como parte de la nueva cultura del emprendimiento y la creatividad que fue promovida en la gestión de Martínez, que ofrecía una capacitación previa a los ciudadanos para que pudieran llevar a cabo sus sueños y los convirtieran en una realidad sustentable.

### Seguridad
Por otro lado, el Gobierno de Martínez colocó a disposición de la ciudadanía un moderno sistema operativo de protección y seguridad, cuyos resultados hablaron por sí solos. Por mencionar algunos guarismos, al hacer un análisis comparativo desde el mes de enero hasta noviembre de 2017, con respecto al mismo tiempo en el año 2016, se puede decir que se logró una disminución del delito del 33, 1% y de un 18, 7% tan sólo en homicidios; lo que representó todo ese esfuerzo de coordinación y de activación de los corredores de paz que estuvieron articulándose en la ciudad de Barcelona, con la presencia de todos los cuerpos de seguridad del estado.
En esta línea, durante su gestión se llevaron a cabo programas integrales e innovadores para garantizar la seguridad de las comunidades; y entre ellos se contó la puesta en marcha del Sistema de Respuesta Inmediata “VEN911 Barcelona”; un instrumento de tecnología que permitió aumentar los esfuerzos de seguridad y protección, a través de la ciencia, utilizada para el resguardo de toda la ciudadanía. 
Ciudades como Quito, Guayaquil, habían adoptado sistemas como este y ahora se colocaban a disposición del municipio Simón Bolívar, con el establecimiento de 173 cámaras en el área metropolitana de Anzoátegui y la ciudad de Anaco, donde más del 70% se encontraban instaladas en Barcelona. En este marco, se estaba contribuyendo con el desarrollo de las políticas estructurales del gobierno municipal que abarcaba el tema de la seguridad para todos los ciudadanos, ahora potenciado con tecnología, innovación y respuesta eficiente. 
Asimismo, se pudo conocer acerca del lanzamiento del Plan de Brigadas Infantiles y Juveniles "Luchadores por la Paz", como un proyecto que surgió en respuesta de la ciudadanía organizada, de los cuadrantes de paz y el gobierno municipal para el fortalecimiento de la cultura, la organización y disciplina en los sectores propensos a los sistemas delincuenciales que se habían pretendido instalar en la ciudad de Barcelona, pero que ahora podían ser neutralizados desde los planteles educativos.

### Innovación
En el proceso de construcción de la ciudad inteligente el Gobierno de Martínez se consolidó como líder a nivel nacional con la implantación de un Gobierno electrónico, que se desarrolló mediante la aplicación de tecnología de primer nivel y que sirvió para el perfeccionamiento de la gestión  pública y la atención de las demandas de las comunidades en el municipio Simón Bolívar, por medio de la conexión constante que pudo establecer con sus ciudadanos a través de diversas plataformas digitales y mediante las redes sociales, como Twitter, Instagram, Facebook, en conjunto con la transmisión del programa radial “Barcelona en Frecuencia” en FM Noticias 95.9 y el lanzamiento del portal interactivo www.Barticipa.com.  
Con relación al portal  “Barticipa.com” se debe subrayar que a través de este sistema inteligente se podía interactuar con el mandatario local, directores o presidentes de los institutos del ayuntamiento capitalino a través del sistema de Video Chat, a fin de obtener respuestas sobre los problemas de su comunidad; siendo el primer Gobierno municipal que colocó a disposición de sus ciudadanos una herramienta tecnológica de estas características que permitió ampliar los sistemas de comunicación entre sus funcionarios públicos y las comunidades, cuyo objetivo principal era dar respuestas con más eficiencia y rendir cuentas a diario. En este sentido, “Barticipa.com” se convirtió rápidamente en una plataforma digital donde la población podía obtener información en tiempo real de los trámites realizados y de los avances de la gestión del alcalde. 
El período de su Gobierno  también se caracterizó por haber posicionado a nivel nacional una marca de ciudad, a favor de Barcelona como una potencia económica. En este sentido, merece especial atención “el Complejo Turístico Barcelona Caribe”: un proyecto que fue emprendido por el alcalde Martínez, el cual comenzó a ser ejecutado en Caicara, al noroeste del municipio Simón Bolívar; considerado uno de los proyectos de los más grandes de toda Venezuela y el más ambicioso en su tipo en todo el continente latinoamericano, el cual se había propuesto dar paso al crecimiento socioproductivo regional.
Tal como en su momento lo informó el mandatario municipal, la ejecución de este proyecto iba a permitir consolidar un eje de desarrollo turístico que nunca antes había tenido el municipio Simón Bolívar y que tendría una importante potencialidad geoestratégica, por su cercanía al aeropuerto, a la ciudad y a Lechería. El complejo comprendería el eje Caicara de Barcelona, Manzanillo, Los Olivos, Las Bateas, Archipiélago, Islas Borrachas y se pensó que incluiría un complejo hotelero cinco estrellas, boutique y posadas, hoteles frente al mar, desarrollo de 6.2 km de canales de navegación, bulevar, un Domo de Marinos de Anzoátegui, centro de innovación tecnológica y ciudad universitaria, zonas comerciales y gastronómicas, el Centro Internacional de Convenciones y zona de parques temáticos de playa y lagunas.  Su levantamiento topográfico fue realizado por un dron, considerado uno de los estudios más grandes registrados en América Latina, en cuanto al uso de esta tecnología. 
El levantamiento fue ejecutado por la empresa de Servicios Integrales Cocoyar, C.A. con la técnica de la aerofotogrametría para el Plan Maestro del Complejo, con lo cual se suministró la topografía básica para la planificación de los drenajes, red de aguas servidas y vialidad. Por un lapso de seis meses, desde el 14 de noviembre de 2015, se realizaron 25 vuelos con una nave construida por la propia empresa, cada uno entre 30 y 40 minutos a una altura de 170 metros. En total se cubrieron 5.200 hectáreas; una cifra que asegura el Director Gerente de Cocoyar C.A, José Llovera, no tenía precedentes de acuerdo a los reportes que hasta ese momento se manejaban en la región. Se generaron 25 mil fotos individuales de 24 megapíxeles, imágenes que permitieron realizar el plano general del CBC, así como otros 190 documentos de representación gráfica. Este fue un proyecto único en su estilo, en materia turística, y representó un hecho importante al formar parte de la visión futurista de hacer ciudad del alcalde Guillermo Martínez.

### Salud
Uno de los compromisos fundamentales adquiridos por el alcalde durante su Gobierno se enmarcó bajo la premisa “tu salud es nuestra prioridad”. Este modelo de gestión fue dirigido hacia el desarrollo progresivo de un sistema de inserción, en una evolución permanente que tenía como objetivo central incluir a los ciudadanos que no tenían acceso a la salud de forma gratuita en el municipio y generando una cultura de prevención. 
Entre los principales logros del Gobierno municipal durante este período se contó la creación de la Clínica Integral de la Mujer, ubicada en la avenida 2 de Tronconal III, que desde el año de su creación (2016) hasta 2017 contabilizó haber atendido a más de 120 mil mujeres en más de 19 especialidades.
En segundo lugar, durante su administración se inauguró la Clínica Integral de los Niños, con 14 las especialidades que complementaron los servicios de pruebas de laboratorio, inmunizaciones, defensoría y enfermería; la cual estaba ubicada en la av. Juan de Urpín de Barcelona y que en menos de un año en funcionamiento ya había atendido 63 mil niños. Ulterior, como parte de esa búsqueda de ampliación del sistema de atención integral de los sectores priorizados en el municipio Simón Bolívar, en mayo de 2017 se creó la Clínica del Adulto Mayor en los espacios de la Casa del Abuelo; un innovador centro de salud con 6 consultorios médicos, incluyendo sala de observación y sala de emergencias, así como 14 especialidades como rehabilitación, medicina interna, odontología, gastroenterología, neumonología, psiquiatría, reumatología, diabetología, laboratorio, nutrición y dietética, cardiología, entre otras, y prestando sus servicios de manera gratuita. En solo 2017 se pudo llegar a más de 30.000 abuelos atendidos, entre la Clínica, la Casa del Abuelo y los operativos especiales Barrio Adentro realizados a lo largo y ancho del Municipio.
Consecutivamente, en diciembre del 2017 fue inaugurada la última clínica vocacional hasta la fecha, la Clínica Integral de los Trabajadores de la alcaldía de Barcelona, que fue dedicada a la atención de los trabajadores del ayuntamiento capitalino y su carga familiar, alcanzando una cifra de 11.020 personas que recibirían atención médica gratuita.
En conclusión, se puede señalar que como alcalde del municipio Simón Bolívar, Guillermo Martínez promovió una importante transformación económica, social, cultural y urbana en la historia de esa localidad, a través de la recuperación de espacios, la construcción de infraestructura, la promoción de la identidad regional y el desarrollo de proyectos tecnológicos y turísticos de envergadura cuyo foco central siempre apuntaron al desarrollo del modelo de la ciudad y a la búsqueda de soluciones integrales para las comunidades; elementos todos que hicieron de su gestión una referencia a nivel nacional, digna de reseñar.

## Distinciones y reconocimientos
Guillermo se ha distinguido por su labor como locutor, político y columnista en diversos diarios regionales, entre ellos Nueva Prensa Oriente, La Prensa de Anzoátegui, Antorcha, El Norte; así como también por su comprometido ejercicio como profesor en la Universidad Bolivariana de los Trabajadores, en donde impartió las cátedras de Derecho Administrativo y de Derecho Laboral (2005-2006); al tiempo en que también ha dictado clases magistrales en la Universidad Santa María y en la Universidad Simón Rodríguez.
Entre los reconocimientos que ha obtenido en su amplia trayectoria profesional, se incluye la Orden “José Antonio Anzoátegui” en su primera Clase (2013); la Orden “Casa Fuerte”; y La Cruz de la policía del estado (2013). 
Asimismo, en su gestión como alcalde del municipio Simón Bolívar, Martínez fue galardonado con los premios “Diamante Dorado de Venezuela” y “Mara de Oro de Venezuela” en las categorías “Gestión Gubernamental de Mayor Impacto” y “Alcalde del Año” (2014).  También recibió la Condecoración del Instituto de Altos Estudios de la Fuerza Armada Nacional Bolivariana (2015). La Orden de la Aviación (2016); La Condecoración “Robert Serra” del Consejo Legislativo (2016); La Orden “27 de abril” del Concejo Municipal Simón Bolívar y, por último, la Orden “Eleazar López Contreras” de la Guardia Nacional Bolivariana (2017).